# Macheng
Koordinaten: 31° 19′ N, 115° 6′ O
Die Stadt Macheng (chinesisch 麻城市, Pinyin Máchéng Shì) ist eine kreisfreie Stadt, die zum Verwaltungsgebiet der bezirksfreien Stadt Huanggang in der chinesischen Provinz Hubei gehört. Ihr Verwaltungsgebiet erstreckt sich über eine Fläche von 3.605 km² und er zählt 880.400 Einwohner (Stand: Ende 2019).
Die Baizi-Pagode (Baizi ta 柏子塔) steht seit 2006 auf der Liste der Denkmäler der Volksrepublik China (6-657).